# Khánh Dương, Cam Túc
Khánh Dương (tiếng Trung phồn thể: 慶陽市, Hán Việt: Khánh Dương thị) là một địa cấp thị tỉnh Cam Túc, Cộng hòa Nhân dân Trung Hoa.

## Các đơn vị hành chính
Địa cấp thị Khánh Dương có các đơn vị cấp huyện sau:
- Quận Tây Phong (西峰區)
- Huyện Khánh Thành (慶城縣)
- Huyện Hoàn (環縣)
- Huyện Hoa Trì (華池縣)
- Huyện Hợp Thủy (合水縣)
- Huyện Chính Ninh (正寧縣)
- Huyện Ninh (寧縣)
- Huyện Trấn Nguyên (鎮原縣)